# Ximbó
El ximbó (del otomí: nximbo ‘penca del corazón del maguey’) es un platillo mexicano típico de Actopan, Hidalgo; el cual se ha extendido a diferentes partes del Valle del Mezquital y del centro de México. El platillo, principalmente se prepara con carne de pollo, acompañado de cueritos de puerco, envueltos en pencas de maguey, y son cocidos al vapor en un horno subterráneo.

## Etimología
La palabra ximbó proviene del otomí del Valle del Mezquital, y deriva de las raíces xi, penca, y mbo, dentro de; “dentro de la penca”, o “penca del corazón de maguey”. Entre los otomíes en Hidalgo se designaba ximbó, a cualquier preparación envuelta en penca de maguey y cocida en horno de tierra.

## Historia

Ximbó en Hueypoxtla.

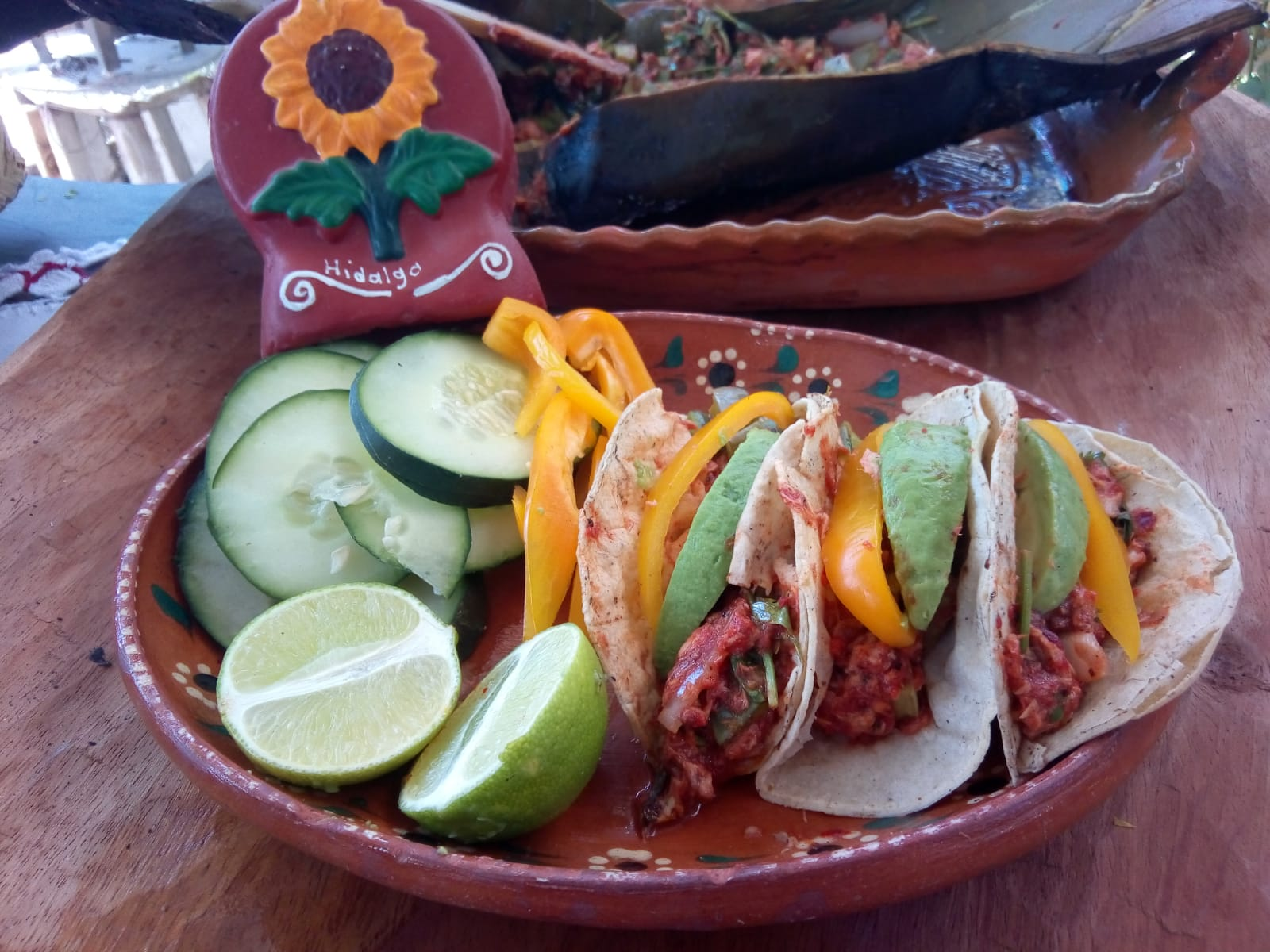
Tacos de ximbó.

Aunque en su modo de preparación se utilizan técnicas prehispánicas, como el horno de tierra; este platillo en concreto se empezó preparar a finales de los años 1980. En un principio se le denomino pollo en penca, siendo a mediados de los años 1990 cuando se le empieza a denominar ximbó; de acuerdo a la tradición nombrado así por los mismos otomíes de la región. En Actopan, lugar de origen del platillo, se realiza una muestra gastronómica en el marco de su feria tradicional; desde 1971, se realiza el concurso de la barbacoa y desde 2017, se realiza el Festival del Ximbó.

## Características y preparación
Su elaboración lleva hasta un día entero; primero se preparara el adobo con el que se embarra el pollo, este consiste en tomate, cebolla, chile guajillo y algunos condimentos como tomillo, mejorana, orégano y hierbas de olor. Listo el adobo se embarra a manera de masaje en el pollo para luego dejarlo reposar. Se seleccionan las pencas de maguey en donde irá envuelto. Después se combina con los nopales, cueritos, chamorro (pierna de puerco) y/o costilla de carnero. Todo se envuelve en la penca de maguey que irá amarrada con un mecate. Se pone al horno de tierra que puede ser el mismo que la barbacoa y el consomé, el tiempo estimado de cocción es de a 8 a 10 horas, aproximadamente. El horno tradicional puede utilizar leña de pirul o mezotes (tronco seco del maguey), aunque en años recientes se utilizan hornos de gas. También se realizan variantes, exclusivamente con carne de puerco, conejo o pescado.